# Hypoleria funerula
Hypoleria funerula är en fjärilsart som beskrevs av Jose Francisco Zikán 1942. Hypoleria funerula ingår i släktet Hypoleria och familjen praktfjärilar. Inga underarter finns listade i Catalogue of Life.